# (443) Photographica
(443) Photographica ist ein Asteroid des Hauptgürtels, der am 17. Februar 1899 von den deutschen Astronomen Max Wolf und Arnold Schwassmann in Heidelberg entdeckt wurde.
Der Name des Asteroiden spielt auf die Fototechnik an, die Max Wolf als einer der ersten Astronomen intensiv zum Auffinden von Himmelskörpern gebrauchte.